# Международный лютеранский совет
Международный лютеранский совет (англ. International Lutheran Council) (ILC) — международная ассоциация конфессиональных лютеранских деноминаций.

## История, вероучение и структура
Совет отличается от Всемирной лютеранской Федерации, в которой гораздо больше церквей-членов, однако в ILC объединены консервативные лютеранские церкви, более строго подходящие к соблюдению христианских и лютеранских доктрин. Совет был создан в 1993 году на конференции, проходившей в Антигуа, Гватемала, хотя этому предшествовала долгая работа, в том числе теологические конференции, проводимые начиная с 50-х годов.
Члены ILC декларируют, что признают Священное Писание как вдохновленное и безошибочное Слово Бога и лютеранские исповедания, содержавшиеся в Книге Согласия как истинное и верное выражение Слова Божия. В церквях членах ILC не признаётся женское пасторство (женщины могут быть только диакониссами, что у лютеран ближе к социальной должности) и благословения однополых союзов.
Совет включает тридцать церквей-членов по состоянию на 2007 год. Среди его больших членов — Лютеранская церковь — Миссурийский синод, Евангелическая Лютеранская Церковь Бразилии и Лютеранская церковь — Канада. В целом, приблизительно 3 450 000 сторонников принадлежат к церквям членам ILC. Члены ILC составляют приблизительно 5 % лютеран в мире. Часть лютеранских церквей, преимущественно СНГ и Третьего мира являются одновременно членами ВЛФ и ILC.

Председатель Совета — епископ Ханс-Йорг Фогт (Hans-Jörg Voigt), возглавляющий Независимую евангелическую лютеранскую церковь Германии, начиная с 2012 года. Исполнительный Секретарь Совета — преподобный Альберт Б. Коллвер (Rev. Dr. Albert B. Collver III), представляющий Лютеранскую церковь — Синод Миссури. Встречи членов ILC происходят каждые два года.
В России членом ILC является Церковь Ингрии (ЕЛЦИ) и Сибирская Евангелическо-Лютеранская Церковь(СЕЛЦ)

## Церкви — члены ILC

### Полноправные члены
- Аргентина — Евангелическая Лютеранская Церковь Аргентины
- Бельгия — Евангелическая Лютеранская Церковь Бельгии
- Боливия — Христианская Евангелическая Лютеранская Церковь Боливии
- Бразилия — Евангелическая Лютеранская Церковь Бразилии
- Великобритания — Евангелическая Лютеранская Церковь Англии
- Венесуэла — Лютеранская Церковь Венесуэлы
- Гаити — Евангелическая Лютеранская Церковь Гаити
- Гана — Евангелическая Лютеранская Церковь Ганы (также полноправный член ВЛФ)
- Гватемала — Лютеранская Церковь Гватемалы
- Германия — Независимая евангелическая лютеранская церковь (Selbständige Evangelisch — Lutherische Kirche)
- Дания — Евангелическая Лютеранская Свободная Церковь Дании
- Индия — Индийская Евангелическая Лютеранская Церковь (также полноправный член ВЛФ)
- Канада — Лютеранская церковь — Канада
- Кения — Евангелическо-лютеранская церковь в Кении
- Гонконг — Лютеранская Церковь — Гонконгский Синод
- Мексика — Лютеранский Синод Мексики
- Нигерия — Лютеранская Церковь Нигерии
- Папуа — Новая Гвинея — Гвинейская Лютеранская Церковь
- Парагвай — Евангелическая Лютеранская Церковь Парагвая
- Португалия — Евангелическая Лютеранская Церковь Португалии (также ассоциированный член КЕЛК)
- Россия 
  - Евангелическо-лютеранская церковь Ингрии (ЕЛЦИ) (также полноправный член ВЛФ)
  - Сибирская Евангелическо-Лютеранская Церковь (СЕЛЦ)
- США
  - Лютеранская церковь — Миссурийский синод
  - Американская Ассоциация Лютеранских Церквей
- Китайская Республика — Китайская Евангелическая Лютеранская Церковь
- Филиппины — Лютеранская Церковь Филиппин (также полноправный член ВЛФ)
- Франция — Евангелическая Лютеранская Церковь — Синод Франции и Бельгии
- Чили — Евангелическая Лютеранская Церковь Республики Чили
- Шри-Ланка — Ланкийская Лютеранская Церковь (также полноправный член ВЛФ)
- ЮАР
  - Свободный Евангелический Лютеранский Синод Южной Африки
  - Лютеранская Церковь Южной Африки
- Республика Корея — Лютеранская Церковь Кореи (также полноправный член ВЛФ)
- Япония — Японская Лютеранская Церковь (также ассоциированный член ВЛФ)

### Ассоциированные члены
- Австралия — Лютеранская церковь Австралии (также ассоциированный член ВЛФ)
- Перу — Евангелическая Лютеранская Церковь Перу